# Stage Fright (1997)
Stage Fright ist ein knetanimierter Kurzfilm von Steve Box aus dem Jahr 1997.

## Handlung
Tiny war einst ein Star des Vaudeville und begeisterte als Hundejongleur die Massen. Nun steht er in einem heruntergekommenen Theater. Schauspieler Arnold erscheint und stößt Tiny wütend in den Orchestergraben. Ein Rückblick setzt ein.
Tiny wartet mit seinen Hunden hinter der Bühne auf seinen Auftritt. Einer seiner Hunde ist verschwunden, doch tröstet ihn seine Assistentin Daphne. Die Hundejonglier-Nummer fällt beim Publikum durch. Es reagiert erst wieder begeistert, als eine Leinwand auf die Bühne heruntergelassen wird. Zu Orgelmusik beginnt der Stummfilm Lonesome Arnold, in der Schauspieler Arnold Selbstmord begehen will, am Ende mit dem dafür vorgesehenen Seil jedoch eine Frau rettet. Bei ihr handelt es sich um Daphne und auch Tinys verloren geglaubter Hund ist im Film zu sehen. Daphne hat den Hund für den Dreh „ausgeborgt“. Arnold lässt Tiny nun für sich als Hundedressierer arbeiten, verschweigt jedoch seinen Verdienst. Über Jahre ist Arnold auch wegen der Hunde im Stummfilm ein Star. Eines Tages dreht er mit Daphne jedoch einen Tonfilm. Einer der Hunde soll einen alten Trick Tinys an Arnold vorführend, beißt ihn stattdessen jedoch in die Nase. Arnold ist empört und macht Tiny dafür verantwortlich. Der gibt zu, dass Arnold ihn dazu gebracht habe, seine Hunde so zu trainieren, dass sie Arnold beißen. Auch Daphne hat erkannt, dass Arnold nur ein Menschenschinder ist, und wendet sich von ihm ab.
Als Tiny nun in der Gegenwart über dem Orchestergraben hängt und so in Lebensgefahr schwebt, schlägt Daphne Arnold ko. Es kommt zum Zweikampf, in den sich auch die Hunde einmischen. Arnold lässt schließlich die Theaterleinwand herunter, die jedoch nicht Daphne und die Hunde trifft, sondern ihn selbst zerquetscht. Tiny kann sich aus dem Abgrund retten, da ein Geist mit der Kinoorgel aus dem Orchestergraben in die Höhe fährt. Tiny klettert von der Kinoorgel und der Geist Arnolds erhebt sich und reist auf der Kinoorgel in die Hölle. Daphne überzeugt Tiny davon, wieder mit seiner alten Nummer aufzutreten, auch wenn Tiny Angst vor der Reaktion des Publikums hat. Gemeinsam verlassen Tiny, Daphne und die Hunde das Theater.

## Produktion
Stage Fright wurde als Claymation realisiert. Tiny und Arnold werden von Graham Fellows eingesprochen, während Daphne von Tess Daulton gesprochen wird. Der Film erschien am 19. November 1997.

## Auszeichnungen
Stage Fright gewann 1998 den BAFTA in der Kategorie Bester animierter Kurzfilm.